# Scott Brison
Scott A. Brison PC (sinh ngày 10 tháng 5 năm 1967) là một cựu chính khách người Canada đến từ Nova Scotia. Brison từng là Nghị sĩ của Quốc hội (MP) cho việc tranh cử Kings-Hants từ cuộc bầu cử liên bang năm 1997 cho đến tháng 7 năm 2000, sau đó từ tháng 11 năm 2000 đến tháng 2 năm 2019. Brison ban đầu được bầu làm Bảo thủ Tiến bộ nhưng đã vượt qua sàn để tham gia đảng Tự do năm 2003. Ông từng là Bộ trưởng Bộ Công chính và Dịch vụ Chính phủ từ năm 2004 đến năm 2006 trong chính phủ Paul Martin. Ông là Chủ tịch Hội đồng Kho bạc Canada trong chính phủ của Justin Trudeau cho đến tháng 1 năm 2019.
Đối lập, Brison đã từng là Nhà phê bình tài chính của Đảng Tự do. Năm 2005, ông được Diễn đàn Kinh tế Thế giới (WEF) của Davos, Thụy Sĩ đặt tên là một trong những "Nhà lãnh đạo trẻ toàn cầu".
Brison tuyên bố vào ngày 10 tháng 1 năm 2019, rằng ông sẽ không tham gia cuộc bầu cử liên bang năm 2019 và theo đó đã từ chức khỏi nội các. Vào ngày 6 tháng 2 năm 2019, ông tuyên bố sẽ từ chức tại Hạ viện Canada có hiệu lực từ ngày 10 tháng 2 năm 2019. Brison hiện là phó chủ tịch đầu tư và ngân hàng doanh nghiệp của Ngân hàng Montreal.

## Tuổi thơ
Brison được sinh ra ở Windsor, Nova Scotia, con trai của Verna Patricia (nhũ danh Salter) và Clifford Brison, người điều hành một cửa hàng tạp hóa. Ông có bằng Cử nhân Thương mại của Đại học Dalhousie. Trong khi ở đó, ông bắt đầu và điều hành một doanh nghiệp thành công thuê những chiếc tủ lạnh nhỏ - ông đã tự gọi mình là "ông trùm tủ lạnh".  Brison sau đó làm việc trong doanh số bán hàng của công ty trong mười năm.

## Đời tư
Vào tháng 10 năm 2005, ông và đối tác Maxime Saint-Pierre, cố vấn đầu tư của RBC Dominion Securities, đã dự định kết hôn.  Họ đã kết hôn vào ngày 18 tháng 8 năm 2007 trong tranh cử của Brison. Con gái của họ, Claire Brison-St. Pierre và Rose Brison-St.  Pierre, được sinh ra thông qua một người mẹ mang thai hộ vào ngày 21 tháng 2 năm 2014.